# Punks Not Dead
Punks Not Dead ist das Debütalbum der britischen Band The Exploited.

## Titelliste
1. Punks Not Dead – 1:51 (J. Duncan)
2. Mucky Pup – 1:43 (Puncture-Cover)
3. Cop Cars – 1:53 (G. Campbell/J. Duncan/G. McCormack)
4. Free Flight – 3:34 (G. Campbell/J. Duncan)
5. Army Life – 2:39
6. Blown to Bits – 2:37 (J. Duncan)
7. Sex and Violence – 5:09 (J. Duncan)
8. S.P.G. – 2:07 (J. Duncan)
9. Royalty – 2:06 (J. Duncan)
10. Dole Q – 1:50 (J. Duncan)
11. Exploited Barmy Army – 2:28 (G. Campbell/J. Duncan/G. McCormack)
12. Ripper – 2:03 (J. Duncan)
13. Out of Control – 2:53 (J. Duncan)
14. Son of a Copper – 2:39 (J. Duncan)
15. I Believe in Anarchy – 2:01 (J. Duncan)

## Musikstil und Texte
Morat, der Autor der Online-Biographie der Band, schrieb, Punks Not Dead sei „gleichermaßen ein versammelnder Kampfschrei wie eine Schallplatte“ gewesen. Rainer Schmidt vom Rolling Stone schrieb über Wattie Buchan, niemand habe eine „schöner ramponierte Stimme“ gehabt als er. Die Band spiele erbarmungslos, und das Album sei „Starkstrom-Aufschrei der zweiten Generation gegen die vermeintlichen Auflösungserscheinungen der Punk-Szene“. Die Band „schrie gegen Krieg und Armut an, gegen Dekadenz und die herrschende Ordnung“. Johnny Loftus von Allmusic bezeichnete das Album als Reaktion auf das damalige „Punk-‚Establishment‘“, Jan Jaedike vom Rock Hard als notwendigen „Schlag ins Gesicht der ganzen gen Pop, New Wave und Majorlabel-Hörigkeit abgewanderten Helden der ersten Punkwelle“. Das Titellied gilt als Antwort auf Punk Is Dead vom Debütalbum The Feeding of the 5000 der englischen Anarcho-Punk-Band Crass.

## Rezeption
Punks Not Dead erreichte Platz 20 der britischen Charts und setzte 150.000 Exemplare ab. Morat schrieb, wenn Punk tot sei, habe das niemand der wachsenden „Barmy Army“ der Band gesagt. Punks Not Dead sei zugegebenermaßen nicht die beste je gemachte Schallplatte, aber als Eröffnungsgambit unschlagbar gewesen. Loftus bezeichnete Lieder wie S.P.G., Out of Control und I Believe in Anarchy als frühe Vorlagen des künftigen US-Hardcore. Das Album sei bejubelt und geschmäht worden. Dies sei für die Band in Ordnung gewesen, diese habe bloß eine Reaktion gewollt. Der Rolling Stone nahm das Album auf Platz 28 in der Liste der 50 wichtigsten Punk-Alben auf. Schmidt schrieb: „Songs wie ‚I Believe In Anarchy‘ oder ‚Exploited Barmy Army‘ wurden zu Hymnen der Wut und Verzweiflung in den Thatcher-Jahren“. Dass „sich Jahre später National-Front-Anhänger als Fans outeten“, sei damals nicht absehbar gewesen und schmälere „nicht die Bedeutung dieses großen Wurfs“. Jaedike hingegen ordnete das Album als „nicht wirklich nötig“ ein. Es sei „[n]atürlich […] ein notwendiger Schlag ins Gesicht der ganzen gen Pop, New Wave und Majorlabel-Hörigkeit abgewanderten Helden der ersten Punkwelle“ gewesen, und „natürlich“ seien das Titellied, Cop Cars, Army Life und I Believe in Anarchy Klassiker, die „auch heute noch im Liveprogramm auftauchen“, aber die „für 600 Pfund eingeschlunzte Produktion“ klinge kraftlos, habe „einen kaum vorhandenen Gitarrensound und ziemlich kleine Eier“. Buchan sei damals zwar schon mehr als 20 Jahre alt gewesen, klinge aber „wie ein launischer Teenager“. Außerdem enthalte das Album „diverse Tracks, die heute niemanden mehr jucken“, der Tiefpunkt sei Sex and Violence, „mit seinen drei Wörtern Text (ja, genau: ‚sex and violence‘) eines der dämlichsten Stücke der Bandgeschichte“. Jede spätere Veröffentlichung der Band spiele „mindestens zwei Ligen höher“. Wenn eine Anschaffung „denn überhaupt sein“ müsse, sei die beste Version die Wiederveröffentlichung von Captain Oi! von 2001.